# Wereldkampioenschappen baanwielrennen 2002
De wereldkampioenschappen baanwielrennen 2002 werden van 25 september tot en met 29 september 2002 gehouden in de Ballerup Super Arena te Ballerup, nabij Kopenhagen.

## Mannen

### Puntenkoers
| plaats | Naam          | Land                |
| ------ | ------------- | ------------------- |
| Goud   | Chris Newton  | Verenigd Koninkrijk |
| Zilver | Franz Stocher | Oostenrijk          |
| Brons  | Juan Curuchet | Argentinië          |

### Ploegsprint
| plaats | Naam                                          | Land                |
| ------ | --------------------------------------------- | ------------------- |
| Goud   | Chris Hoy Craig MacLean Jamie Staff           | Verenigd Koninkrijk |
| Zilver | Sean Eadie Jobie Dajka Ryan Bayley            | Australië           |
| Brons  | Carsten Bergemann Sören Lausberg Jens Fiedler | Duitsland           |

### 1KM
| plaats | Naam            | Land                |
| ------ | --------------- | ------------------- |
| Goud   | Chris Hoy       | Verenigd Koninkrijk |
| Zilver | Arnaud Tournant | Frankrijk           |
| Brons  | Shane Kelly     | Australië           |

### Keirin
| plaats | Naam                             | Land      |
| ------ | -------------------------------- | --------- |
| Goud   | Jobie Dajka                      | Australië |
| Zilver | Jose Antonio Villanueva Trinidad | Spanje    |
| Brons  | René Wolff                       | Duitsland |

### Individuele Achtervolging
| plaats | Naam          | Land      |
| ------ | ------------- | --------- |
| Goud   | Bradley McGee | Australië |
| Zilver | Luke Roberts  | Australië |
| Brons  | Jens Lehmann  | Duitsland |

### Ploegen Achtervolging
| plaats | Naam                                                                         | Land                |
| ------ | ---------------------------------------------------------------------------- | ------------------- |
| Goud   | Peter Dawson Brett Lancaster Luke Roberts Stephen Wooldridge Mark Renshaw    | Australië           |
| Zilver | Christian Lademann Jens Lehmann Sebastian Siedler Guido Fulst Christian Bach | Duitsland           |
| Brons  | Paul Manning Chris Newton Bradley Wiggins Bryan Steel Steve Cummings         | Verenigd Koninkrijk |

### Scratch
| plaats | Naam            | Land                |
| ------ | --------------- | ------------------- |
| Goud   | Franco Marvulli | Zwitserland         |
| Zilver | Anthony Gibb    | Verenigd Koninkrijk |
| Brons  | Stefan Steinweg | Duitsland           |

### Koppelkoers
| plaats | Naam                           | Land       |
| ------ | ------------------------------ | ---------- |
| Goud   | Jérôme Neuville, Franck Perque | Frankrijk  |
| Zilver | Roland Garber, Franz Stocher   | Oostenrijk |
| Brons  | Juan Curuchet, Edgardo Simón   | Argentinië |

### Sprint
| plaats | Naam             | Land      |
| ------ | ---------------- | --------- |
| Goud   | Sean Eadie       | Australië |
| Zilver | Jobie Dajka      | Australië |
| Brons  | Florian Rousseau | Frankrijk |

## Vrouwen

### Puntenkoers
| plaats | Naam              | Land     |
| ------ | ----------------- | -------- |
| Goud   | Olga Sljoesarjova | Rusland  |
| Zilver | Lada Kozlíková    | Tsjechië |
| Brons  | Vera Carrara      | Italië   |

### 500 m
| plaats | Naam                 | Land        |
| ------ | -------------------- | ----------- |
| Goud   | Natallia Tsylinskaya | Wit-Rusland |
| Zilver | Nancy Contreras      | Mexico      |
| Brons  | Kerrie Meares        | Australië   |

### Keirin
| plaats | Naam             | Land      |
| ------ | ---------------- | --------- |
| Goud   | Li Na            | China     |
| Zilver | Clara Sanchez    | Frankrijk |
| Brons  | Rosealee Hubbard | Australië |

### Individuele Achtervolging
| plaats | Naam                 | Land      |
| ------ | -------------------- | --------- |
| Goud   | Leontien van Moorsel | Nederland |
| Zilver | Olga Sljoesarjova    | Rusland   |
| Brons  | Katherine Bates      | Australië |

### Scratch
| plaats | Naam              | Land      |
| ------ | ----------------- | --------- |
| Goud   | Lada Kozlíková    | Tsjechië  |
| Zilver | Rochelle Gilmore  | Australië |
| Brons  | Olga Sljoesarjova | Rusland   |

### Sprint
| plaats | Naam                 | Land        |
| ------ | -------------------- | ----------- |
| Goud   | Natallia Tsylinskaya | Wit-Rusland |
| Zilver | Kerrie Meares        | Australië   |
| Brons  | Katrin Meinke        | Duitsland   |

## Medaillespiegel
| Plaats | Land                | Goud | Zilver | Brons | Totaal |
| 1      | Australië           | 4    | 5      | 4     | 13     |
| 2      | Verenigd Koninkrijk | 3    | 1      | 1     | 5      |
| 3      | Wit-Rusland         | 2    | 0      | 0     | 2      |
| 4      | Frankrijk           | 1    | 2      | 1     | 4      |
| 5      | Rusland             | 1    | 1      | 1     | 3      |
| 6      | Tsjechië            | 1    | 1      | 0     | 2      |
| 7      | China               | 1    | 0      | 0     | 1      |
| 7      | Nederland           | 1    | 0      | 0     | 1      |
| 7      | Zwitserland         | 1    | 0      | 0     | 1      |
| 10     | Oostenrijk          | 0    | 2      | 0     | 2      |
| 11     | Duitsland           | 0    | 1      | 5     | 6      |
| 12     | Mexico              | 0    | 1      | 0     | 1      |
| 12     | Spanje              | 0    | 1      | 0     | 1      |
| 14     | Argentinië          | 0    | 0      | 2     | 2      |
| 15     | Italië              | 0    | 0      | 1     | 1      |
| Totaal | Totaal              | 15   | 15     | 15    | 45     |

Edities

1893 ·
1894 ·
1895 ·
1896 ·
1897 ·
1898 ·
1899 ·
1900 ·
1901 ·
1902 ·
1903 ·
1904 ·
1905 ·
1906 ·
1907 ·
1908 ·
1909 ·
1910 ·
1911 ·
1912 ·
1913 ·
1914 ·
1915 · 1916 · 1917 · 1918 · 1919 ·
1920 ·
1921 ·
1922 ·
1923 ·
1924 ·
1925 ·
1926 ·
1927 ·
1928 ·
1929 ·
1930 ·
1931 ·
1932 ·
1933 ·
1934 ·
1935 ·
1936 ·
1937 ·
1938 ·
1939 ·
1940 · 1941 · 1942 · 1943 · 1944 · 1945 ·
1946 ·
1947 ·
1948 ·
1949 ·
1950 ·
1951 ·
1952 ·
1953 ·
1954 ·
1955 ·
1956 ·
1957 ·
1958 ·
1959 ·
1960 ·
1961 ·
1962 ·
1963 ·
1964 ·
1965 ·
1966 ·
1967 ·
1968 ·
1969 ·
1970 ·
1971 ·
1972 ·
1973 ·
1974 ·
1975 ·
1976 ·
1977 ·
1978 ·
1979 ·
1980 ·
1981 ·
1982 ·
1983 ·
1984 ·
1985 ·
1986 ·
1987 ·
1988 ·
1989 ·
1990 ·
1991 ·
1992 ·
1993 ·
1994 ·
1995 ·
1996 ·
1997 ·
1998 ·
1999 ·
2000 ·
2001 ·
2002 ·
2003 ·
2004 ·
2005 ·
2006 ·
2007 ·
2008 ·
2009 ·
2010 ·
2011 ·
2012 · 
2013 · 
2014 · 
2015 · 
2016 · 
2017 · 
2018 · 
2019 · 
2020 · 
2021 · 
2022 · 
2023 ·
2024 ·
2025 ·

Onderdelen

Achtervolging (individueel) · 
afvalkoers · 
keirin · 
koppelkoers · 
omnium · 
ploegenachtervolging · 
puntenkoers · 
scratch · 
sprint · 
teamsprint ·  
tijdrijden

Voormalig:
stayeren ·
tandem